# Málaš
Málaš es un municipio del distrito de Levice en la región de Nitra, Eslovaquia, con una población estimada a final del año 2024 de 495 habitantes.
Se encuentra ubicado al este de la región, cerca de los ríos Ipoly y Hron (ambos, afluentes izquierdos del Danubio) y de la frontera con la región de Banská Bystrica.

## Demografía
| Año        | 1994 | 2004    | 2014     | 2024    |
| ---------- | ---- | ------- | -------- | ------- |
| Población  | 563  | 554     | 469      | 495     |
| Diferencia |      | −1,59 % | −15,34 % | +5,54 % |

| Año        | 2023 | 2024    |
| ---------- | ---- | ------- |
| Población  | 486  | 495     |
| Diferencia |      | +1,85 % |